# Federazione calcistica del Sudan
La Federazione calcistica del Sudan (in inglese Sudan Football Association; in arabo اتحاد السودان لكرة القدم‎?, acronimo SFA) è l'ente che governa il calcio in Sudan.
Fondata nel 1936, si affiliò alla FIFA nel 1948, e alla CAF nel 1957. Ha sede nella capitale Khartum e controlla il campionato nazionale, la coppa nazionale e la Nazionale del paese.